# Paroectropsis
Paroectropsis is een kevergeslacht uit de familie van de boktorren (Cerambycidae). De wetenschappelijke naam van het geslacht werd voor het eerst geldig gepubliceerd in 1954 door Cerda.

## Soorten
Paroectropsis is monotypisch en omvat slechts de volgende soort:
- Paroectropsis decoratus Cerda, 1954